# Masjed-e Soleyman
Masjed-e Soleymān (in persiano مسجد سلیمان‎) è il capoluogo dello shahrestān di Masjed Soleyman, circoscrizione Centrale, nella provincia del Khūzestān. Aveva, nel 2006, una popolazione di 106.121 abitanti, in maggioranza di etnia luri-bakhtiari.
In quest'area, il 26 maggio 1908, fu scoperto il primo giacimento petrolifero del Medio Oriente

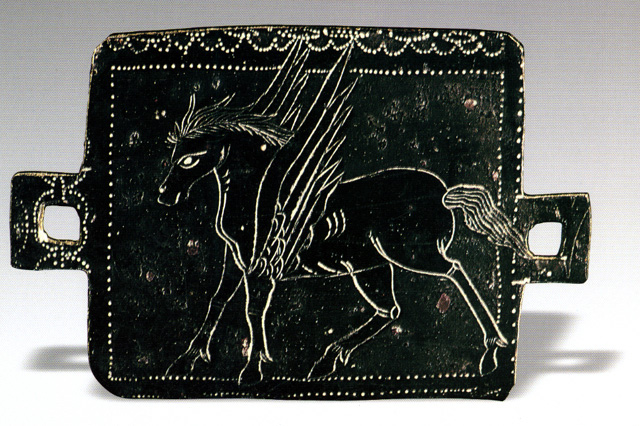
Vassoio di bronzo dell'era partia rappresentante Pegaso, ritrovato a Masjed-e Soleymān.